# Påfyldningstankskib
Et påfyldningstankskib er et hjælpeskib med brændstoftanke og tørre lastrum, som kan forsyne andre skibe med både brændstof og opbevaring ved Replenishment at Sea. Mange lande anvender påfyldningstankskibe.
| Skib | Spire Denne artikel om skibe eller både er en spire som bør udbygges. Du er velkommen til at hjælpe Wikipedia ved at udvide den. |